# Sisyrinchium platense
Sisyrinchium platense är en irisväxtart som beskrevs av Ivan Murray Johnston. Sisyrinchium platense ingår i släktet gräsliljor, och familjen irisväxter. Inga underarter finns listade i Catalogue of Life.

## Bildgalleri

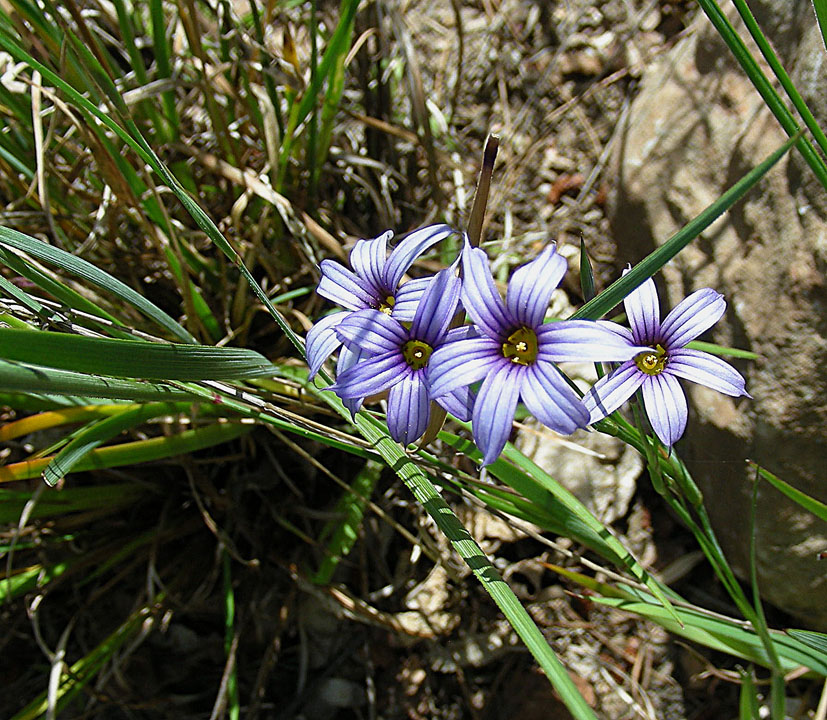
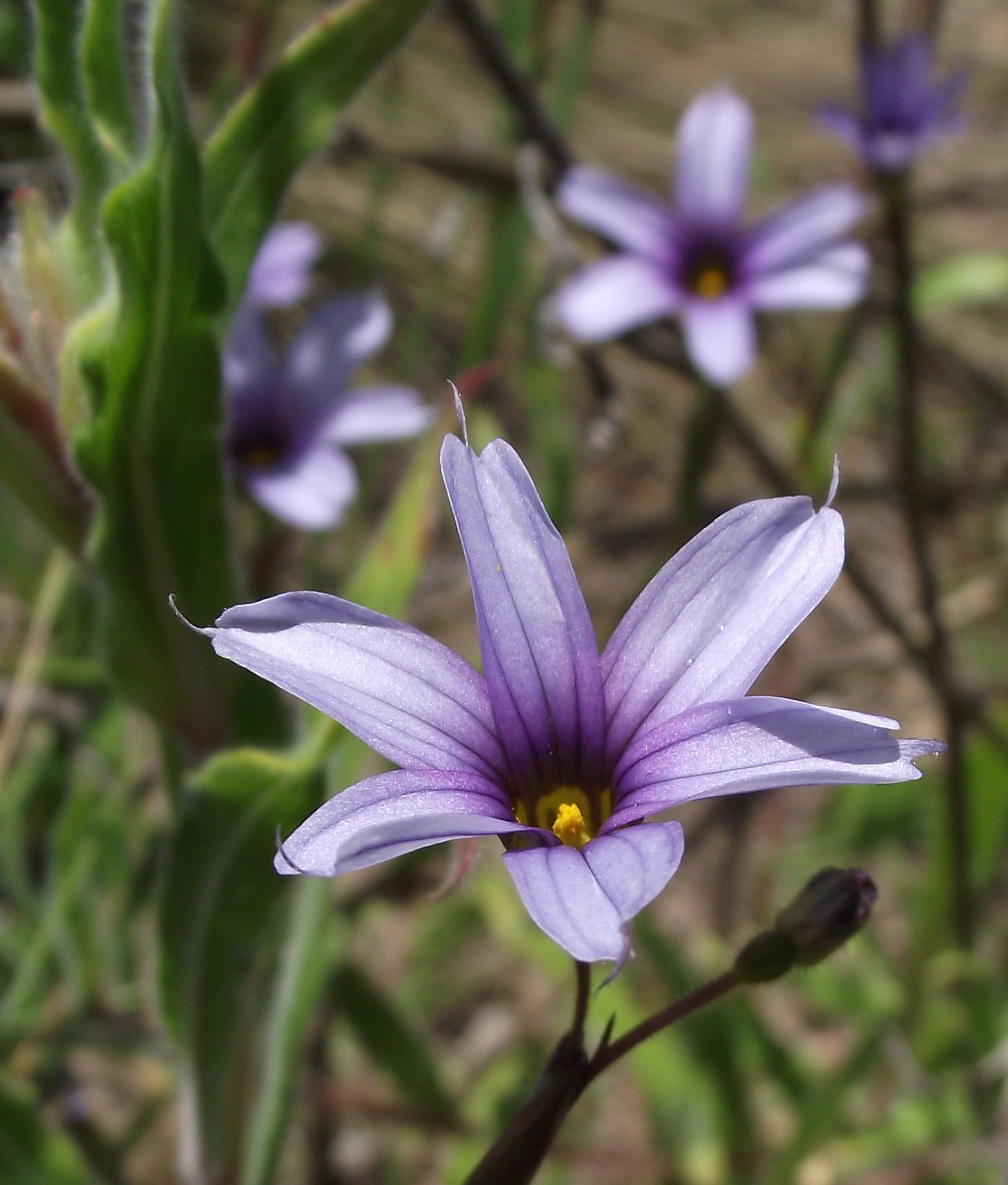